# Lysistrata
Lysistrata (Lysistrate) (411 př. n. l.) je protiválečná komedie řeckého dramatika Aristofana.  Hlavními hrdinkami jsou ženy, které se rozhodly ukončit válku sexuální stávkou. 

## Atická (attická) komedie
Aristofanes byl hlavním představitelem staré atické (attické) komedie, napsal 40 komedií, ze kterých se zachovalo 11 komedií. Podobu tzv. atické (attické) komedie formoval její vývoj z nevázaných falických písní k oslavě boha Dionýsa a specifičnost její funkce náboženské, filozofické a estetické v rámci života obce. Velkou úlohu sehrával sbor, podle maskování mívala také komedie název (Vosy, Žáby, Oblaka apod.). Z falických písní přešla do komedie drastická, často obscénní komičnost. Obsah komedií býval různý, typická byla fantastičnost.
Lysistrata je po Acharňanech a Míru třetí protiválečnou komedií. Aristofanes ve svých komediích vyzýval k uzavření míru, k pokojnému soužití všech tehdy navzájem znesvářených Starořeků. Stala se jeho nejznámější a nejoblíbenější komedií. Je technicky nejvyspělejší, její zápletka je jednoduchá, děj je tvořen řadou fraškovitých výstupů, díky erotickému tématu je děj logický, dějové napětí se stupňuje. Jednotlivé charaktery postav jsou propracované, politická satira není tak vyhrocená jako v jeho některých jeho jiných dílech. Stejně jako ve všech Aristofanových komediích, ve kterých jsou hlavními postavami ženy, se objevují lascivní výrazy a sexuální narážky.

## Obsah a interpretace
1. jednání
Lysistrata (= žena rozpouštějící vojsko, ukončující válečné výpravy) svolává ženy. Přicházejí Athéňanky Kleoniké a Myrrhine, Sparťanka Lampito, Bojóťanka a Korinťanka. Lysistrata jim předkládá svůj plán, jak ukončit války. Navrhuje ženám, aby se k mužům chovaly sice vyzývavě, ale zdržely se s nimi pohlavního styku. Zpočátku souhlasí jen Lampito, nakonec se nechají přemluvit všechny, pokud je to v zájmu míru, a uzavírají mezi sebou smlouvu. Lampito odchází do Sparty, ostatní ženy obsazují Akropoli, kde je uložen stříbrný poklad. Ženy chtějí poklad chránit, aby z něho nemohly být financovány války.
2. jednání
Když se roznesla zpráva, že ženy obsadily Akropoli, vydal se sbor athénských starců k Akropoli s ohněm a kmeny stromů, aby ženy vykouřil z pevnosti. Na obranu žen u Akropole vystupuje sbor athénských žen, které nesou vědra s vodou. Sbor starců brání válku, naopak od Lysistraty a žen sboru zaznívají argumenty proti válce. Do konfliktu vstupuje radní, který přichází k Akropoli v doprovodu skytských policistů, aby zatkl Lysistratu. Lysistrata upozorňuje na politický nezdar vlády mužů  a předkládá radnímu svůj plán. Radní jakoukoliv účast žen ve veřejných záležitostech odmítá.
3. jednání
Některé ženy se pokoušejí pod různými záminkami odejít za svými muži, protože je sexuální odříkání stojí velkou námahu, ale vydrží, Lysistrata jim totiž v odchodu zabrání. Znovu dochází k hádce mezi sborem starců a žen, mužům se zdá, že má dojít k zavedení ženské tyranie. U Akropole se objeví Hejbal, manžel Myrhinne. Myrrhine dostala za úkol svého muže potrápit, ale neporušit slib, který dala, což se jí podaří.
4. jednání
Do Athén přichází vyslanec ze Sparty, ženy tam stejně jako v Athénách dodržují svou přísahu. Mužům nezbývá nic jiného než uzavřít mír, jejich tělesné pudy a láska k ženám jsou silnější než chuť válčit. Ženy odcházejí ke svým mužům. Dochází také k usmíření starých mužů a žen a komedie končí průvodem a zpěvem sboru.

## Uvedení na českých divadlech (výběr)
- 1926 a 1935 Vinohradské divadlo
- 1954 Divadlo J. K. Tyla Plzeň
- 1996 Dejvické divadlo[1]
- 2007 Semafor (na námět, úprava Jiří Suchý)[2]